# Énergie en Hongrie
Le secteur de l'énergie en Hongrie s'approvisionne en 2021 pour 40 % à partir de ressources locales et 60 % d'importations. Le pays produit 15,5 % de ses besoins pétroliers, 12,7 % de ses besoins gaziers et 56 % de ses besoins en charbon ; la biomasse (bois) contribue pour plus du quart à sa production locale d'énergie primaire.
La compagnie pétrolière et gazière hongroise privée MOL est un acteur important, de l'amont à l'aval, en Hongrie et dans la plupart des pays voisins. 
L'électricité représentait 17,1 % de la consommation finale d'énergie en 2021 ; elle était produite en 2023 pour 29 % à partir des combustibles fossiles, pour 45,5 % par la centrale nucléaire de Paks et pour 25,5 % des énergies renouvelables (solaire : 18,6 %, biomasse-déchets : 4,3 %, éolien : 1,7 %, hydroélectricité : 0,6 %). La Hongrie importait 26 % de ses besoins en électricité en 2021.
La place du solaire a fortement progressé : en 2023, sa part dans la production d'électricité atteignait 18,6 %, au 2e rang mondial selon la part du photovoltaïque dans la production d'électricité, derrière le Chili (20,6 %). L'Agence internationale de l'énergie estime la pénétration théorique du solaire photovoltaïque hongrois à 20,6 % de la production totale d'électricité du pays fin 2024, au 4e rang mondial, derrière la Grèce, les Pays-Bas et l'Espagne. En 2024, le pays se classe au 8e rang des producteurs photovoltaïques de l'Union européenne. La puissance installée par habitant en Hongrie est supérieure de 18 % à la moyenne de l'Union européenne et se place au 9e rang de l'UE.
Les réseaux de chaleur représentaient 4,9 % de la consommation finale d'énergie en 2021. La chaleur qu'ils distribuent était produite surtout dans des centrales de cogénération, à partir de gaz naturel pour 70 %, de charbon pour 6 %, de biomasse pour 8 %, de la géothermie pour 6 %, des déchets pour 4 %.
Les émissions de CO2 liées à l'énergie s'élèvent en 2022 à 4,27 tonnes par habitant, égales à la moyenne mondiale, supérieures de 6 % à celle de la France, mais inférieures de 28 % à la moyenne de l'Union européenne et de 41 % à celle de l'Allemagne.

## Production d'énergie primaire
La Hongrie a produit 454,3 PJ d'énergie primaire en 2021, soit 39,5 % de ses besoins. Cette production se compose de 45,6 PJ de pétrole brut (15,5 % de ses besoins), 49,3 PJ de gaz naturel (12,7 % des besoins), 32,4 PJ de charbon (56 % des besoins), 174,8 PJ d'énergie nucléaire, 124,6 PJ de biomasse et déchets, 0,8 PJ d'hydroélectricité et 26,8 PJ de solaire, éolien et géothermie.

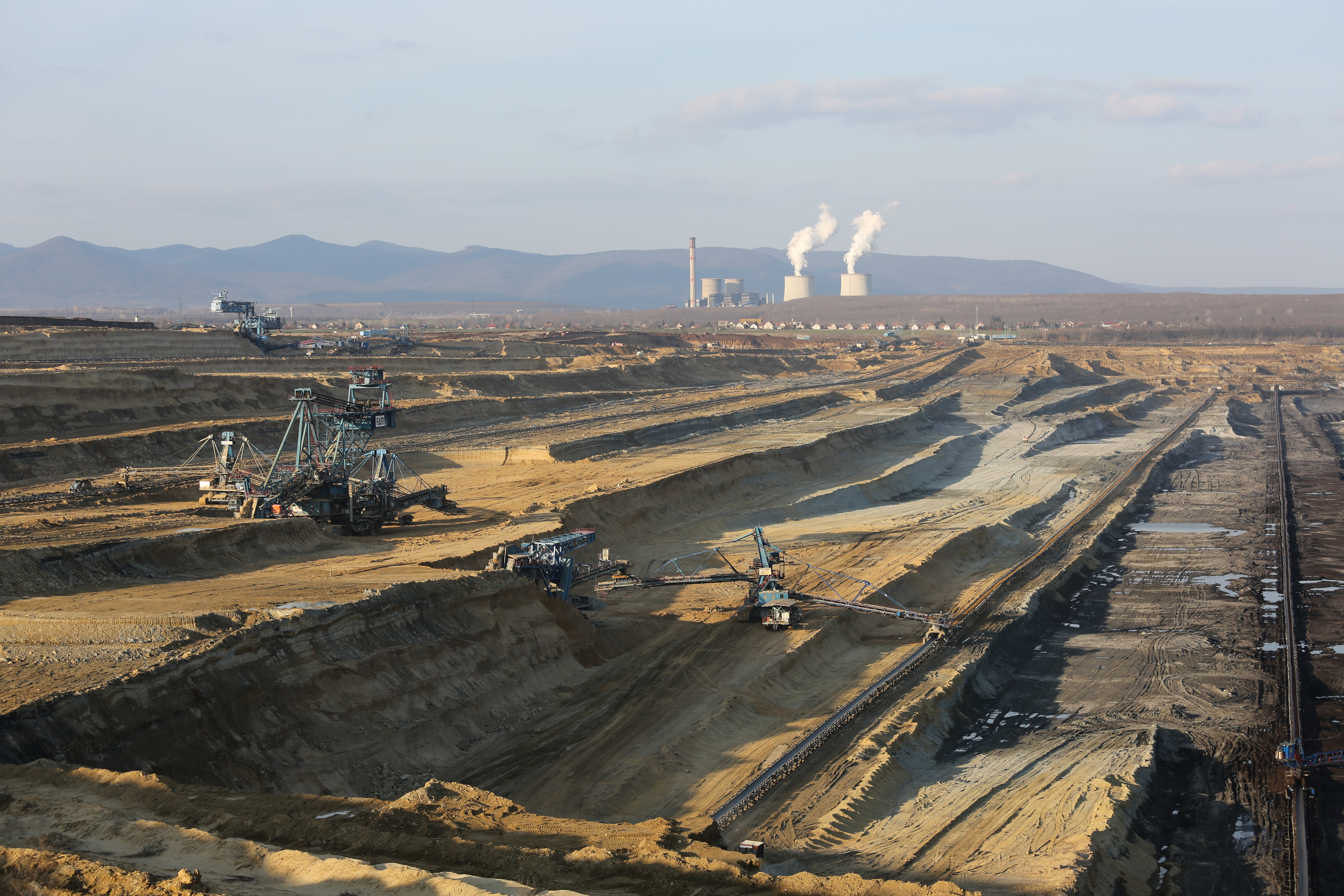
Mine de lignite de Visonta, 2013.

La production hongroise de charbon est uniquement constituée de lignite, alors que le charbon importé est à 88 % du charbon à coke.
Les principales mines de lignite hongroises (90 % de la production) sont les mines à ciel ouvert de Visonta et Bükkábrány. Le lignite produit par ces deux mines alimente la centrale de Mátra Power Plant Co. Ltd, située sur le site de Visonta ; la mine de Bükkábrány, située à 50 km, livre son lignite par rail.
La biomasse est de loin la première source d’énergie renouvelable en Hongrie : 11,7 % de l'approvisionnement en énergie primaire en 2015. La filière biomasse, et plus spécifiquement les centrales de cogénération produisant de la chaleur, est traitée prioritairement  par le gouvernement dans le cadre de la promotion des ENR pour atteindre les objectifs de 14,65 % et 20 % respectivement en 2020 et 2030 ; la biomasse solide est utilisée très majoritairement (84 %), devançant les  déchets industriels et municipaux (7 %) et les  biogaz (3 %). La plus grande partie des ressources proviennent du secteur agricole (environ 3 Mtonnes en 2015) et du secteur forestier (pellets de bois) qui représentent environ 3,5 M m3 en 2015. L’énergie produite par la biomasse solide est essentiellement consommée par le secteur domestique (60 %) en chauffage, tandis que 26 % sont utilisés à des fins de cogénération ; la biomasse solide permet une production d’électricité de 1 500 GWh.
En 2016, la production hongroise de biocarburants s’élève à 570 000 tonnes, tandis que la consommation totale est de 208 000 tonnes. Le secteur du bioéthanol est dominé par Pannonia Ethanol Zrt., dont la centrale a été lancée en 2012, et Hungrana Zrt. Ces deux acteurs exportent notamment vers l’Allemagne.

## Importations et exportations
La Hongrie importe 796,2 PJ d'énergie primaire et en exporte 175,9 PJ en 2021 ; le solde importateur net de 620,3 PJ représente 54 % de la consommation intérieure d'énergie primaire du pays. Les importations sont surtout composées de gaz naturel : 261,6 PJ, de pétrole brut : 256,9 PJ, de produits pétroliers : 155,6 PJ, d'électricité : 71,9 PJ et de charbon : 36,3 PJ. Les exportations comprennent surtout des produits pétroliers : 111,8 PJ, de l'électricité : 26 PJ, de la biomasse : 17,8 PJ et du lignite : 14,2 PJ.

## Consommation d'énergie primaire
L'Energy Institute estime la consommation d'énergie primaire du pays à 0,91 EJ en 2023, soit 0,1 % de la consommation mondiale et 1,6 % de l'Union européenne. Elle se répartit en 74 % de combustibles fossiles (pétrole : 37 %, gaz naturel : 32 %, charbon : 4 %), 15 % d'énergie nucléaire et 11 % d'énergies renouvelables. La Hongrie a une consommation d'énergie primaire par habitant basse pour un pays européen, estimée à 89,7 GJ en 2023, supérieure de 16 % à la moyenne mondiale (77 GJ), mais inférieure de 29 % à la moyenne de l'Union européenne (125,6 GJ), de 33 % à celle de la France (133,8 GJ) et de 35 % à celle de l'Allemagne (137,0 GJ).
Le pays consomme 320,2 PJ de produits pétroliers en 2021, dont 55 % dans le secteur des transports, 26 % dans les usages non énergétiques (chimie) et 9,5 % dans le reste de l'industrie. La production d'électricité et de chaleur absorbe 63 % des approvisionnements de charbon (national +importé) et 25 % des ressources gazières (12,4 % dans les centrales de cogénération, 7,1 % dans les centrales électriques et 5,6 % dans les centrales de chaleur). La consommation finale de gaz naturel s'élève à 277,5 PJ, dont 50 % dans le secteur résidentiel, 22 % dans l'industrie, 17 % dans le secteur tertiaire et 8 % pour les usages non énergétiques. La consommation finale de biomasse (bois) s'élève à 87,3 PJ, dont 63 % dans le secteur résidentiel, 21 % dans l'industrie et 14 % dans les transports.

## Acteurs

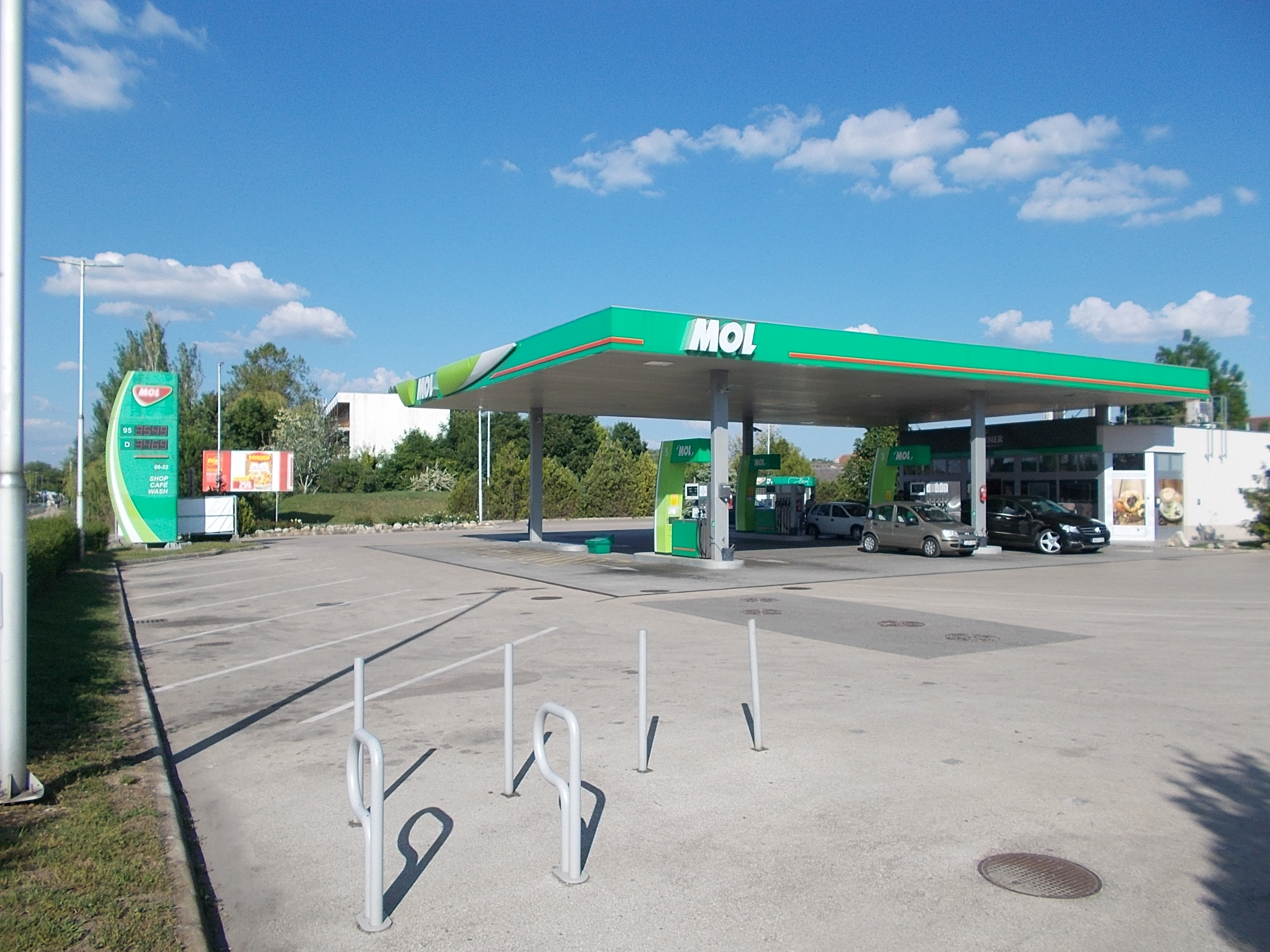
Station-service MOL à Gárdony, 2017.

MOL (Magyar Olaj és Gázipari, soit « Pétrole et gaz hongrois ») est une compagnie pétrolière et gazière hongroise privée, fondée en 1991. Le groupe MOL mène des activités d'exploration de pétrole et de gaz dans 13 pays et de production dans 8 pays. Dans son document de présentation pour investisseurs de novembre 2018, le groupe annonce une capitalisation boursière de 8,8 milliards de dollars, un effectif global de 26 000 employés dans 33 pays, une production annuelle de pétrole et gaz de 109 000 barils/jour d'équivalent pétrole, une capacité de raffinage de 417 000 barils/jour et 1900 stations-service. Elle possède quatre raffineries : Duna en Hongrie, Bratislava en Slovaquie, Rijeka et Sisak en Croatie. Elle diversifie progressivement ses approvisionnements : 7 % de production propre, 25 % importés par mer contre 68 % importés de Russie (contre 97 % en 2011). Ses activités aval lui donnent une part de marché supérieure à 40 % en Hongrie, Slovaquie et Croatie, supérieure à 20 % en Tchéquie et Bosnie, supérieure à 10 % en Autriche, Slovénie, Roumanie, Serbie et Monténégro. L'action MOL pèse 21,7 % de l'index BUX, équivalent hongrois du CAC40, au 28/08/2020.
MVM Group (Magyar Villamos Művek Zártkörűen működő Részvénytársaság, soit : Compagnie hongroise privée de travaux électriques à responsabilité limitée) est la principale entreprise hongroise de production, distribution et fourniture d'électricité, créée en 2007. Elle possède plusieurs centrales électriques, dont la centrale nucléaire de Paks. Sa filiale MAVIR Ltd est l'opérateur du système de transport d'électricité. Ses filiales Hungarian Natural Gas Trade Ltd. et Hungarian Natural Gas Storage Ltd assurent l'approvisionnement du pays en gaz naturel et gèrent les sites de stockage de gaz ; Hungarian Gas Transit Ltd. a construit et exploite la section hongroise du gazoduc « North–South Gas Corridor » qui améliore la sécurité énergétique de l'Europe centrale. Le groupe a aussi une filiale de télécommunications : MVM NET Ltd.

## Secteur électrique
L'électricité représente 17,1 % de la consommation finale d'énergie en 2021.
L'Energy Institute estime la production d'électricité de la Hongrie en 2023 à 34,9 TWh, en baisse de 2,4 % en 2023, mais en hausse de 15 % en dix ans, soit 0,1 % de la production mondiale et 1,3 % de celle de l'Union européenne. La part du nucléaire est de 46 % et celle des énergies renouvelables est estimée à 25,5 %, dont 1,7 % d'éolien, 18,6 % de solaire, 0,6 % d'hydroélectricité et 4,3 % d'autres EnR (biomasse, déchets).
Les centrales électriques hongroises ont produit 35,7 TWh en 2022, dont 33,5 % à partir des combustibles fossiles (gaz naturel : 24,8 %, lignite : 8,5 %), 44,3 % du nucléaire et 22,0 % des énergies renouvelables (solaire : 13,1 %, biomasse : 5,6 %, éolien : 1,7 %, déchets : 1,1 %, hydroélectricité : 0,5 %).
La Hongrie a importé 21,6 TWh et exporté 9,4 TWh en 2021 ; le solde importateur de 12,15 TWh représente 25,4 % des besoins du pays. En 2022, les importations d'électricité ont atteint 77,72 PJ (+8,1 %) et les exportations 33,98 PJ (+30,8 %). Les principaux pays de provenance des importations ont été en 2018 la Slovaquie (6,8 TWh, soit 37 %), l'Ukraine (5,1 TWh, soit 27 %) et l'Autriche (3,75 TWh, soit 20 %).

### Centrales thermiques fossiles

Centrales thermiques en Hongrie
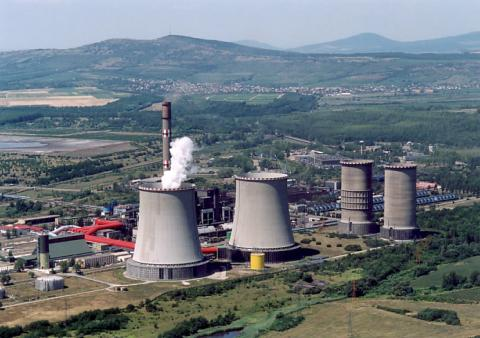
Centrale au lignite de Mátra à Visonta, 2008.
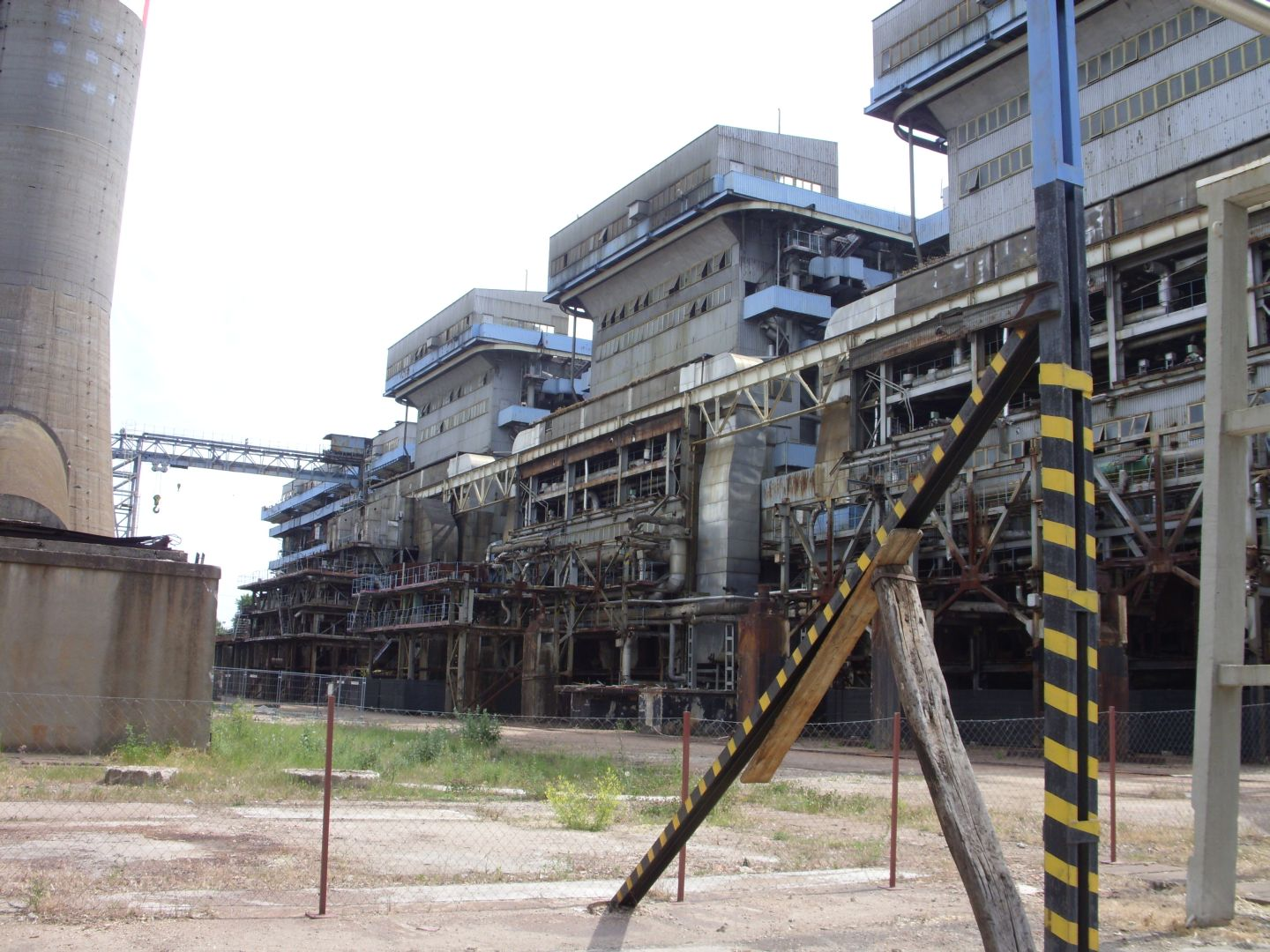
centrale à turbines à gaz de Dunamenti à Százhalombatta, 2008.
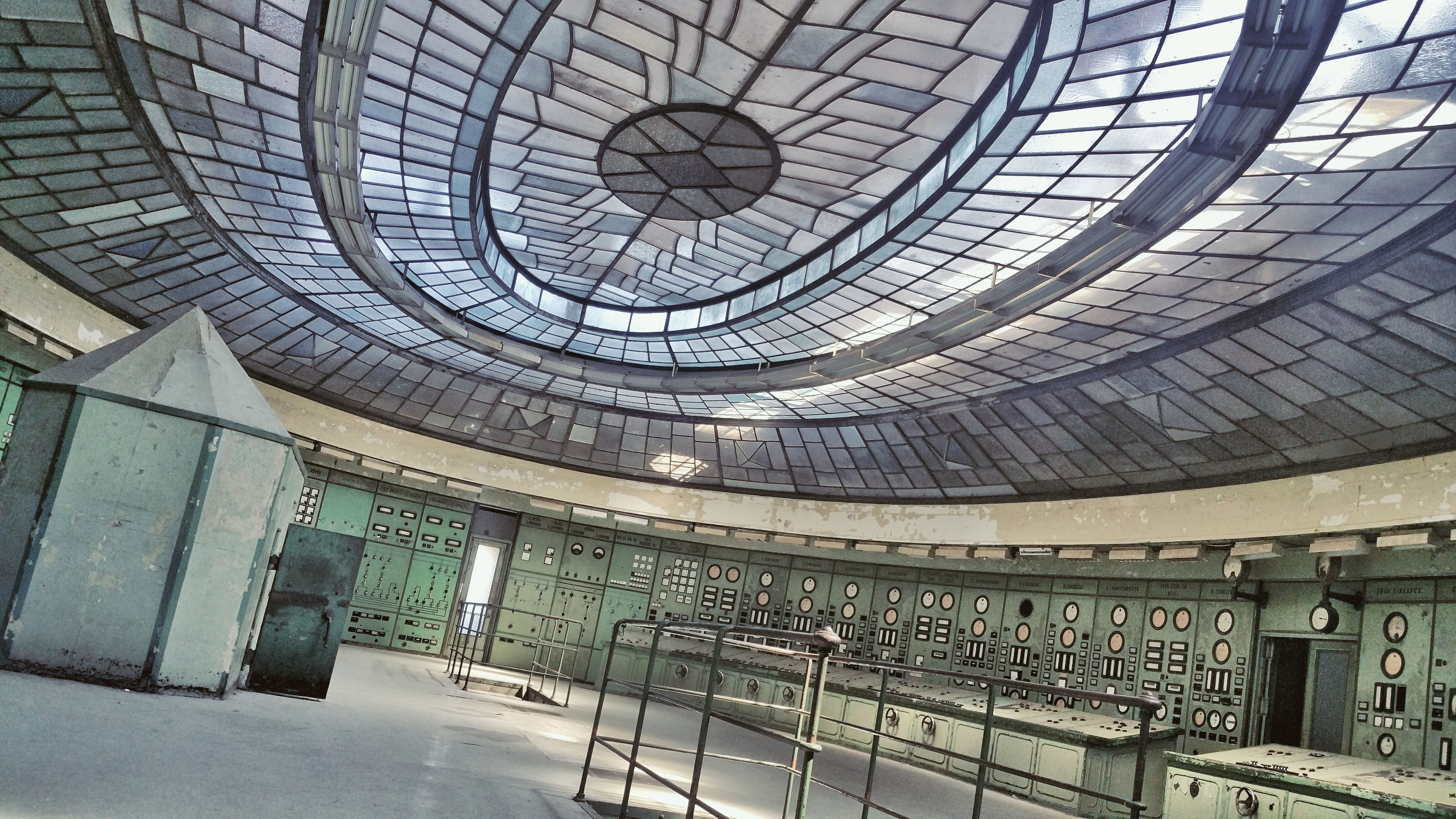
Vitrail Art déco de la salle de contrôle de l'ancienne Centrale électrique de Kelenföld, 2017.

Les centrales thermiques à combustibles fossiles ont produit 33,5 % de l'électricité du pays en 2022, à partir de gaz naturel : 24,8 %, lignite : 8,5 % et pétrole : 0,2 %.
La quasi-totalité de la production à base de charbon provient de la centrale au lignite de Mátra (966 MW), près de Gyöngyös, dans le massif des monts Mátra, à 90 km au nord de Budapest. La centrale a été rachetée en 1995 par le groupe allemand RWE, qui l'a modernisée pour accroître ses performances et réduire son impact environnemental en installant des désulfuriseurs ; en 2007, deux turbines à gaz de 33 MW ont été installées en amont des chaudières pour améliorer les performances ; la centrale brûle aussi des déchets de biomasse provenant d'une usine de biodiesel adjacente ; une centrale solaire de 16 MWc a été construite sur une ancienne décharge de cendres.
La centrale de Dunamenti à Százhalombatta compte trois turbines totalisant 794 MW installées de 1989 à 1998 et une centrale à cycle combiné (gaz et fuel) de 405 MW inaugurée en 2011 par GDF Suez, portant la puissance totale de la centrale à 1 930 MW.
La centrale à cycle combiné gaz de Gönyű, construite en 2010-2011 par Siemens pour la filiale hongroise d'E.ON, a une puissance de 430 MW,.
La centrale à turbines à gaz de Csepel à Budapest compte trois turbines totalisant 403 MW installées de 1995 à 2000 ; achetée par Alpiq en 2002, elle a été revendue au distributeur d'énergie national hongrois MVM en 2016.

### Centrale nucléaire

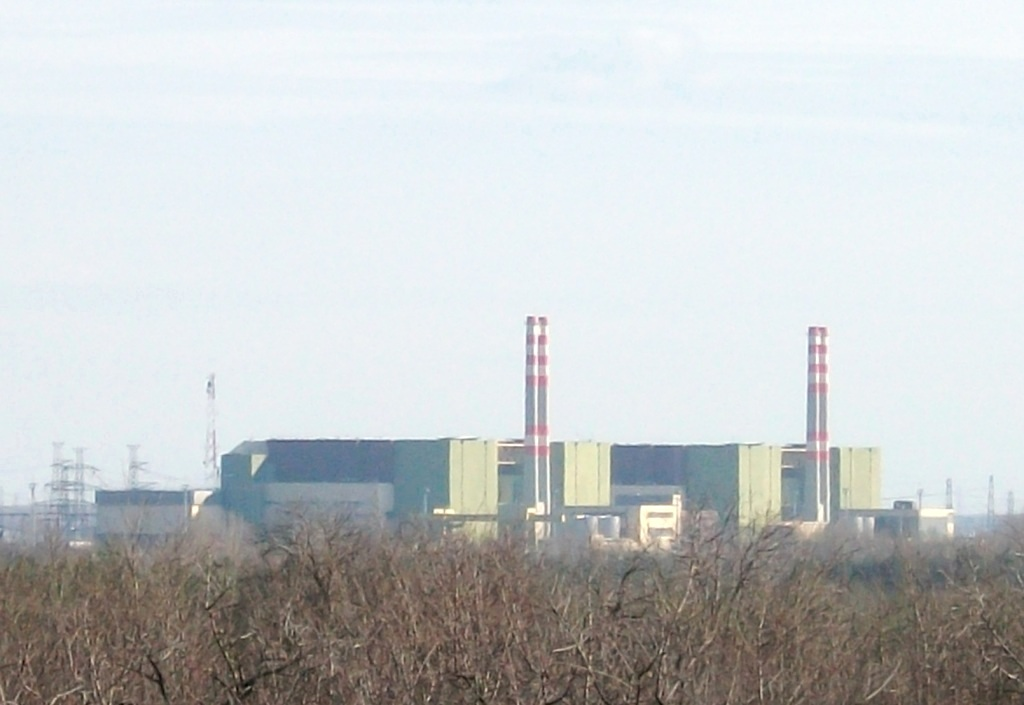
Centrale nucléaire de Paks, 2010.

La centrale nucléaire de Paks, construite de 1967 à 1987 dans la municipalité de Paks, au bord du Danube, à 100 km au sud de Budapest, est équipée de quatre réacteurs à eau pressurisée (REP) de technologie soviétique de type VVER-440, mis en service de 1982 à 1987. Sa puissance électrique nette est de 1 916 MW ; elle a produit 15,1 TWh en 2023, soit 48,8 % de l'électricité fournie au réseau ; sa part dans la production nationale d'électricité était de 44,3 % en 2022.
La Hongrie dispose également d’un réacteur de recherche de type VVER de 10 MW, situé à Budapest. Mis en service en 1959, il a été reconstruit en 1990. Il est utilisé pour la physique fondamentale, la chimie, la science des matériaux, la biologie et l’archéologie.
La Hongrie a conclu en 2014 avec la Russie un accord d’extension de la centrale nucléaire de Paks. Rosatom doit fournir deux réacteurs de 3e génération VVER-1200, qui à terme remplaceront les quatre réacteurs actuels dont la mise à l’arrêt est prévue dans les années 2030. Le projet s’est déroulé sans appel d’offres. Il porte sur un investissement de 12,5 milliards d’euros, financés à 80 % par la Russie à travers un prêt de 10 milliards d’euros. Le secret entourant ce contrat a été fixé à 30 ans par le Parlement hongrois.
La Commission européenne a ouvert fin 2015 une enquête approfondie afin de déterminer si ce projet, attribué sans appel d’offres et contesté par l’opposition, était viable économiquement et conforme aux règles européennes existantes en matière de concurrence. À la suite de cette enquête, Bruxelles s’est prononcé en mars 2017 pour la poursuite du projet, estimant qu’il répondait aux exigences de l’Union européenne. Cet investissement est considéré comme « une aide d’État », mais le gouvernement hongrois « a pris des engagements substantiels » pour « limiter les distorsions potentielles de la concurrence ».
Le 26 août 2022, le gouvernement hongrois officialise le démarrage « dans les prochaines semaines » de la construction de deux nouveaux réacteurs par l'entreprise russe Rosatom, après le feu vert de l'Autorité de régulation nationale hongroise. Mais selon l'AIEA, la construction n'a toujours pas commencé en août 2024.
En décembre 2024, le gouvernement hongrois donne son feu vert à Rosatom pour le « premier béton » des deux futurs réacteurs de la centrale de Paks 2. L'excavation du sol sur 23 mètres de profondeur est déjà en cours et 39.000 des 75.000 pieux prévus sont en place, selon « World Nuclear News ».

### Énergies renouvelables

Énergies renouvelables en Hongrie
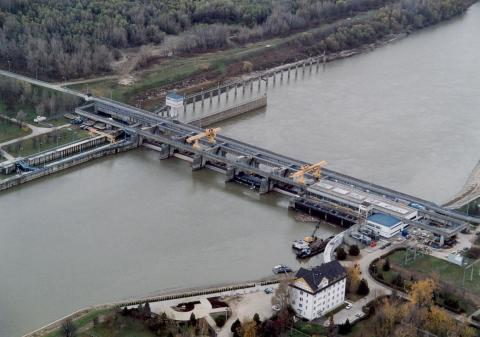
Centrale hydroélectrique de Kisköre (28 MW) sur la rivière Tisza, 2007.
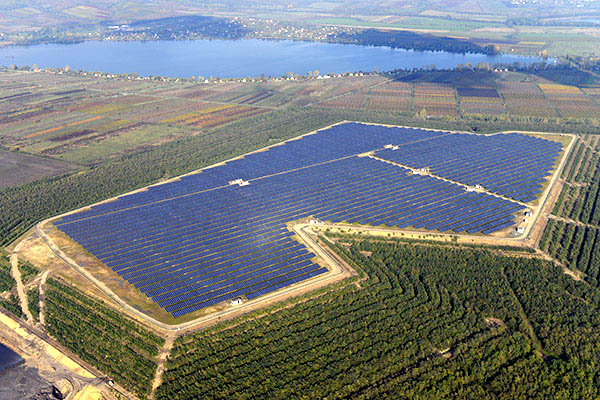
Centrale solaire de Visonta, 2015.
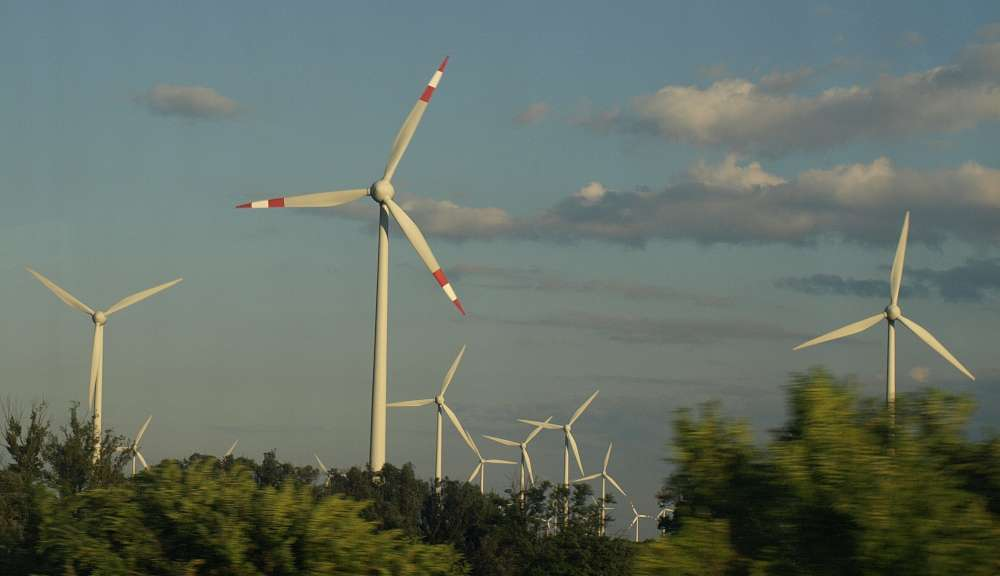
Parc éolien de Győr, 2008.
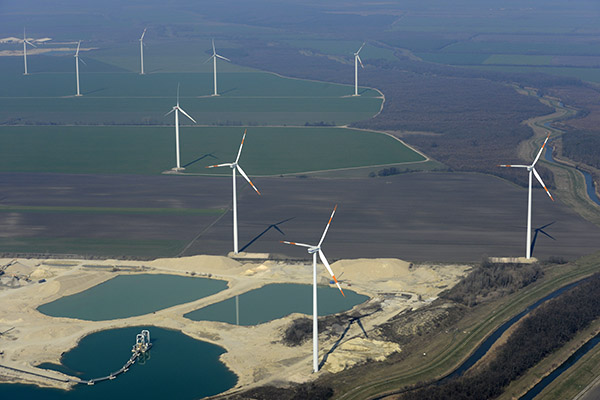
Parc éolien de Mosonmagyaróvár, 2014..

La part des énergies renouvelables dans la production d'électricité atteignait 22,0 % en 2022 (solaire : 13,1 %, biomasse : 5,6 %, éolien : 1,7 %, déchets : 1,1 %, hydroélectricité : 0,5 %).

#### Hydroélectricité
La Hongrie se classe au 37e rang européen (sur 43) par sa puissance installée hydroélectrique : 56 MW ; sa production hydroélectrique s'est élevée à 0,21 TWh en 2019.

#### Éolien
Le parc éolien hongrois atteint fin 2019 une puissance installée de 337 MW ; il s'est accru de 21 MW en 2019. Sa production d'électricité s'élevait à 700 GWh en 2019, au 21e rang dans l'Union européenne. Sa part dans la production d'électricité du pays était en 2021 de 1,8 %.

#### Solaire

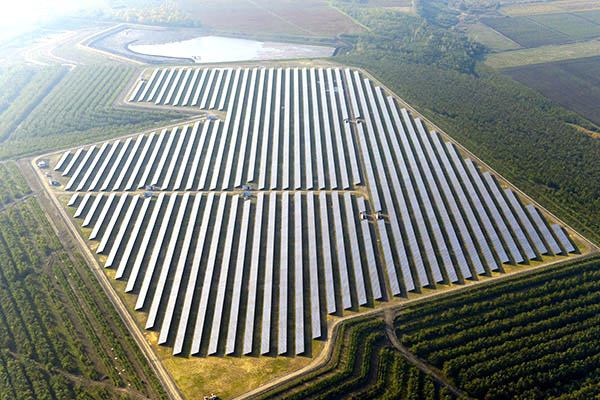
Centrale solaire photovoltaïque Naperőmű, Visonta 3.

##### Production
Selon EurObserv'ER, la Hongrie a produit 8 974 GWh en 2024, soit 3,0 % de la production totale d'électricité photovoltaïque de l'Union européenne (UE), au 8e rang des producteurs photovoltaïques de l'UE, derrière l'Allemagne (25,0 %), l'Espagne (18,1 %), l'Italie (12,1 %), la France (8,2 %), les Pays-Bas (7,3 %), la Pologne (5,1 %) et la Grèce (3,4 %). Sa production a progressé de 29,6 % par rapport à 2023 (6 925 GWh).
L'Agence internationale de l'énergie estime la pénétration théorique du solaire photovoltaïque hongrois à 20,6 % de la production totale d'électricité du pays fin 2024 (moyenne de l'UE : 14 %) ; cette estimation est basée sur la puissance installée au 31/12/2024, donc supérieure à la production réelle de l'année ; cet indicateur de pénétration du solaire place la Hongrie au 4e rang mondial, derrière la Grèce (27,9 %), les Pays-Bas (25,5 %) et l'Espagne (24 %), et devant l'Allemagne (19,8 %), l'Italie (13,6 %) ou la France (7,3 %).
L'Energy Institute estime la production d'électricité photovoltaïque de la Grèce en 2023 à 6,5 TWh, soit 18,6 % de la production d'électricité du pays, ce qui place la Hongrie au 2e rang mondial selon la part du photovoltaïque dans la production d'électricité, derrière le Chili (20,6 %).
| Année | Production (GWh) | Accroissement | Part prod. élec. |
| 2015  | 141              |               | 0,5 %            |
| 2016  | 244              | +73 %         | 0,8 %            |
| 2017  | 349              | +43 %         | 1,1 %            |
| 2018  | 629              | +80 %         | 2,0 %            |
| 2019  | 1 497            | +138 %        | 4,4 %            |
| 2020  | 2 459            | +64 %         | 7,0 %            |
| 2021  | 3 796            | +54 %         | 10,5 %           |
| 2022  | 4 682            | +23 %         | 13,1 %           |
| 2023  | 6 925            | +48 %         | 18,6 %           |
| 2024  | 8 974            | +29,6 %       |                  |

La Hongrie a produit 6 536,6 GWh en 2023, soit 2,7 % de la production totale d'électricité photovoltaïque de l'Union européenne (UE), se classant au 9e rang des producteurs photovoltaïques de l'UE, derrière l'Allemagne (25,1 %), l'Espagne (17,6 %), l'Italie (12,6 %), la France (9,5 %), les Pays-Bas (8,7 %) et la Pologne (4,7 %), la Grèce et la Belgique. Sa production a progressé de 38 % par rapport à 2022 (4 732 GWh).
La Hongrie a produit 4 649 GWh en 2022, en progression de 22,5 %, se classant au 9e rang des producteurs photovoltaïques de l'Union européenne (UE) avec 2,3 % de la production de l'UE, loin derrière l'Allemagne (29,6 %), l'Espagne (14,4 %), l'Italie (13,7 %), la France (10,0 %), les Pays-Bas (8,6 %) et la Pologne (3,9 %).
La production  de la Hongrie atteignait 4 682 GWh en 2022, soit 13,1 % de la production d'électricité du pays, contre 3 796 GWh en 2021, en progression de 23,3 %.
La production d'électricité solaire s'élevait à 950 GWh en 2019 (15e rang européen) contre 620 GWh en 2018.

##### Puissance installée
En 2024, la Hongrie a installé 1 789 MWc, soit 3,0 % des nouvelles installations de l'Union européenne (UE), au 9e rang des marchés de l'UE, derrière l'Allemagne (24,2 %), l'Espagne (13,1 %), l'Italie (10,8 %), la France (8,4 %), la Pologne (7,3 %), les Pays-Bas (5,2 %), la Grèce (4,3 %) et l'Autriche (3,7 %). La puissance installée du parc photovoltaïque hongrois atteint 7 699 MWc, en progression de 30,3 % en un an, soit 2,5 % du total de l'UE, au 10e rang européen, derrière l'Allemagne (89 130 MWc, 29,1 %), l'Espagne (37 438 MWc, 12,2 %), l'Italie (35 819 MWc, 11,7 %), la France (24 878 MWc, 8,1 %), les Pays-Bas (23 904 MWc, 7,9 %), la Pologne (20 945 MWc, 6,6 %), la Grèce, la Belgique et l'Autriche (8 620 MWc, 2,8 %). La puissance installée par habitant en Hongrie atteignait 803,3 Wc fin 2024, supérieure de 18 % à la moyenne de l'Union européenne (682 Wc), au 9e rang européen, derrière les Pays-Bas (1 357,6 Wc), l'Allemagne (1 068 Wc) et l'Autriche (941,2 Wc), loin devant la France (363,4 Wc).
En 2023, la Hongrie a installé 1 600 MWc, soit 3,0 % des nouvelles installations de l'UE, au 9e rang des marchés de l'UE, loin derrière l'Allemagne (27,5 %), l'Espagne (13,7 %), l'Italie (9,9 %), la Pologne (9,2 %) et les Pays-Bas (8,1 %). La puissance installée du parc photovoltaïque hongrois atteint 5 835 MWc, en progression de 38 % en un an, au 9e rang européen, loin derrière l'Allemagne (32 %), l'Espagne (11,9 %), l'Italie (11,8 %), les Pays-Bas (9,3 %) et la France (8 %). La puissance installée par habitant en Hongrie atteignait 607,8 Wc fin 2023, supérieure de 6 % à la moyenne de l'Union européenne (572,5 Wc) et au 8e rang de l'UE, derrière les Pays-Bas (1 342,1 Wc), l'Allemagne (974,3 Wc), la Belgique (745,1 Wc), Chypre (658,2 Wc), l'Espagne (636,6 Wc), la Grèce (619,6 Wc) et le Luxembourg (611,4 Wc) ; la France est au 20e rang avec 300 Wc.
En 2022, la Hongrie a installé 1 088 MWc, au 9e rang européen. La puissance installée du parc photovoltaïque hongrois atteint 4 056 MWc, en progression de 37 % en un an, au 9e rang européen. La puissance installée par habitant en Hongrie atteignait 418,6 Wc fin 2022, inférieure de 4,3 % à la moyenne de l'Union européenne (437,4 Wc) et au 10e rang européen.
La Hongrie a installé 800 MWc en 2021.
La puissance installée des installations solaires photovoltaïques en Hongrie atteignait 1 277 MWc en 2019, au 13e rang européen, contre 726 MWc, soit une augmentation de 653 MWc en un an (+76 %). La puissance installée photovoltaïque par habitant se situait fin 2019 à 130,7 Wc, au 16e rang européen, soit 51 % de la moyenne de l'Union européenne : 254,5 Wc (Allemagne : 590,4 Wc, Tchéquie : 197,2 Wc, Autriche : 187,5 Wc, France : 157,9 Wc).

#### Biomasse
L’énergie produite par la biomasse solide est à 26 % utilisée pour la cogénération ; elle permet une production d’électricité de 1 500 GWh en 2015. La compagnie française Veolia s’est progressivement imposée comme leader sur ce marché en Hongrie ; elle opère entre autres la centrale de Pécs, la plus importante du pays, et poursuit sa politique d’acquisitions avec l’achat des centrales biomasse de Szakoly (2016) et d’Ajka (2018).
La centrale de Pècs, à 200 km de Budapest, dans le sud du pays, inaugurée le 7 novembre 2013, a été construite par Dalkia, entreprise française spécialisée dans les services énergétiques. C'était alors la première unité de cogénération de l’Union européenne à produire chaleur et électricité à partir de la paille et du bois. D’une puissance électrique de 35 MWe et d’une puissance thermique de 70 MWth, elle est alimentée chaque année par 450 000 tonnes de bois et 240 000 tonnes de paille ; grâce à un pouvoir calorifique supérieur, la paille produit 60 % de l’énergie totale.

## Réseaux de chaleur

Centrales de chaleur en Hongrie
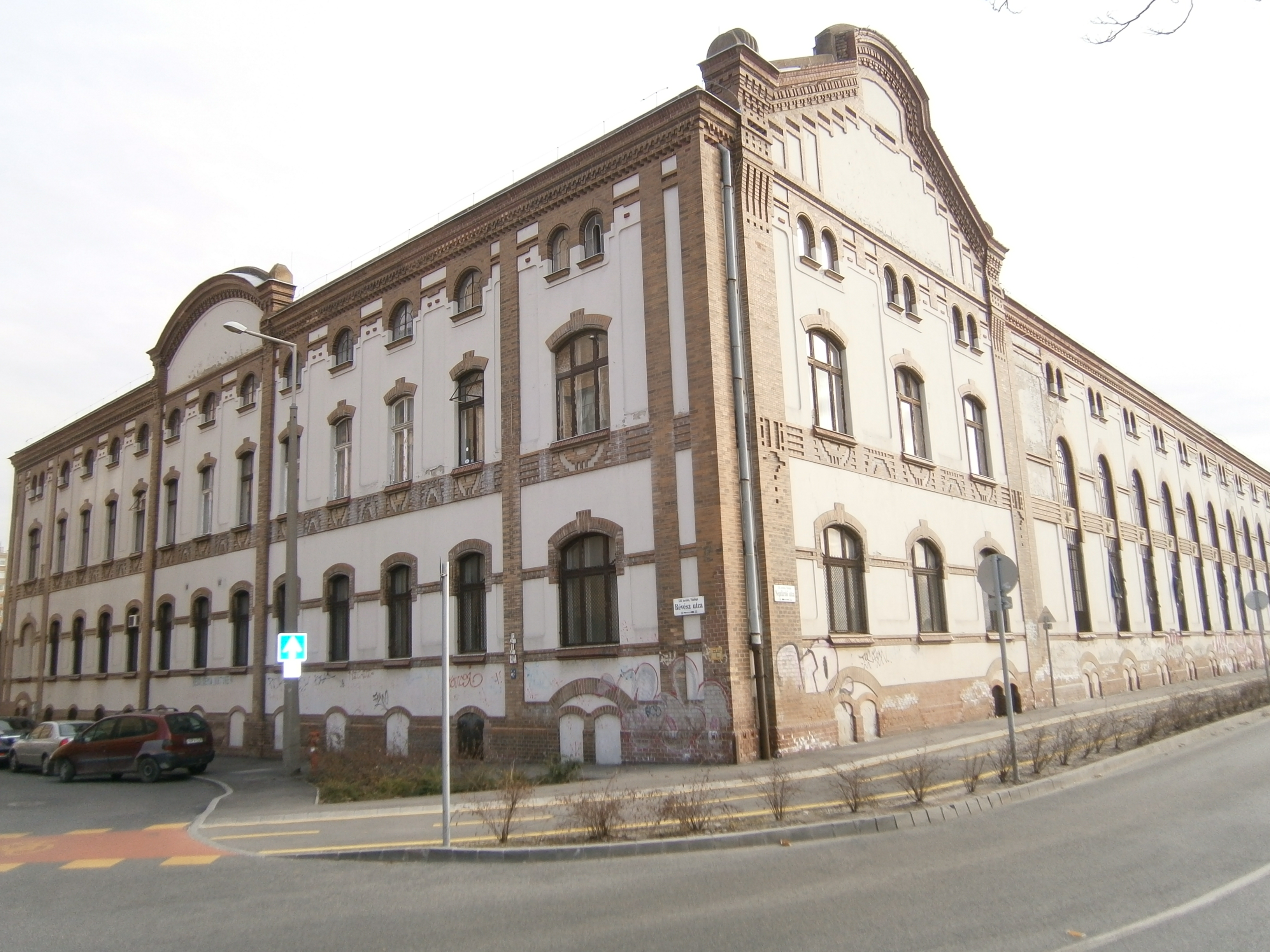
Usine de chauffage urbain de la rue Révész à Budapest, 2019.
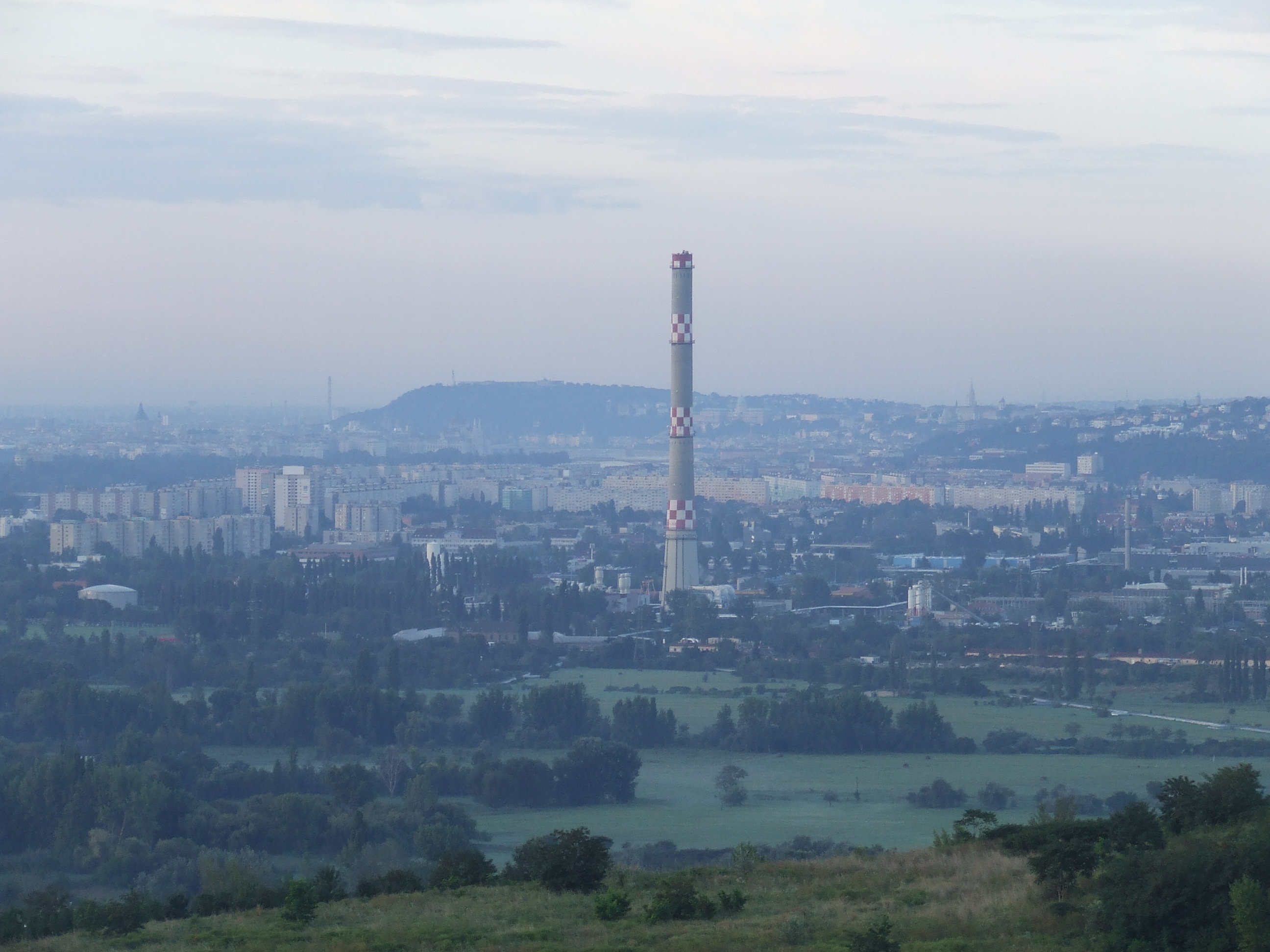
Cheminée de la centrale d'Óbuda à Budapest, 2005.

Les réseaux de chaleur représentent 4,9 % de la consommation finale d'énergie en 2021.
La chaleur qu'ils distribuent est produite en 2022 à partir de gaz naturel pour 67 %, de charbon pour 5,9 %, de biomasse pour 8,5 %, de la géothermie pour 6,6 %, des déchets pour 4,4 %, du nucléaire pour 0,8 % et d'autres sources pour 6,8 %.
L’énergie produite par la biomasse solide en 2015 est essentiellement consommée par le secteur domestique (60 %) en chauffage, tandis que 26 % sont utilisés à des fins de cogénération. La compagnie française Veolia s’est progressivement imposée comme leader sur ce marché en Hongrie ; elle opère entre autres la centrale de Pécs, la plus importante du pays, et poursuit sa politique d’acquisitions avec l’achat des centrales biomasse de Szakoly (2016) et d’Ajka (2018). En 2016, le groupe fournissait de la chaleur à plus de 120 000 foyers ainsi qu’à une trentaine de sites industriels.
La centrale de cogénération de Pècs a une puissance thermique de 70 MWth ; elle alimente un réseau de chaleur auquel sont raccordés 120 000 habitants[réf. souhaitée].

## Émissions deCO2
Les émissions de gaz à effet de serre (GES) dues à la combustion en Hongrie s'élevaient en 2022 à 42,4 Mt d'équivalent CO2, en baisse de 37 % par rapport à 1990.
Les émissions de CO2 dues à la combustion par habitant étaient en 2022 de 4,27 t CO2, à peu près égales à la moyenne mondiale : 4,26 t/hab (en 2021) et supérieures de 6 % à celles de la France : 4,03 t/hab, mais inférieures de 28 % à la moyenne de l'Union européenne : 5,93 t/hab, et de 41 % à celles de l'Allemagne : 7,21 t/hab.